# Tefla & Jaleel

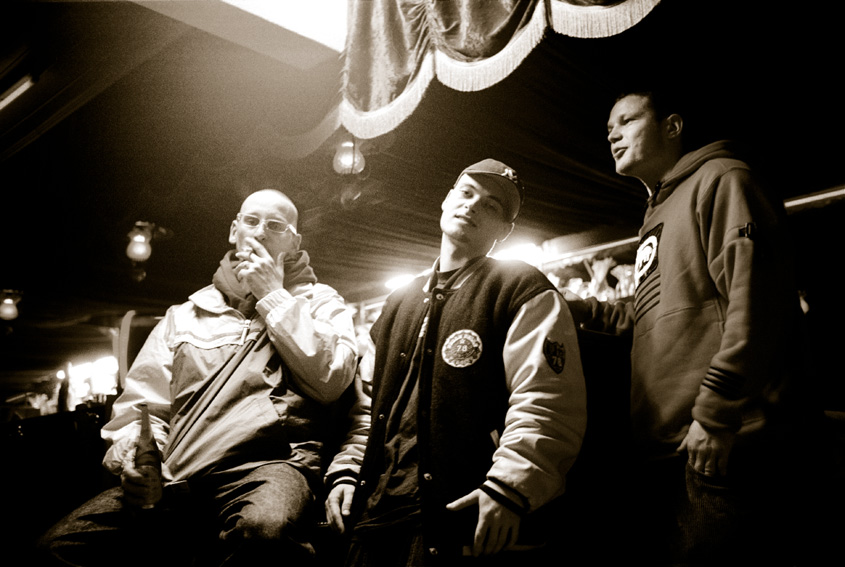
Tefla & Jaleel (2000)

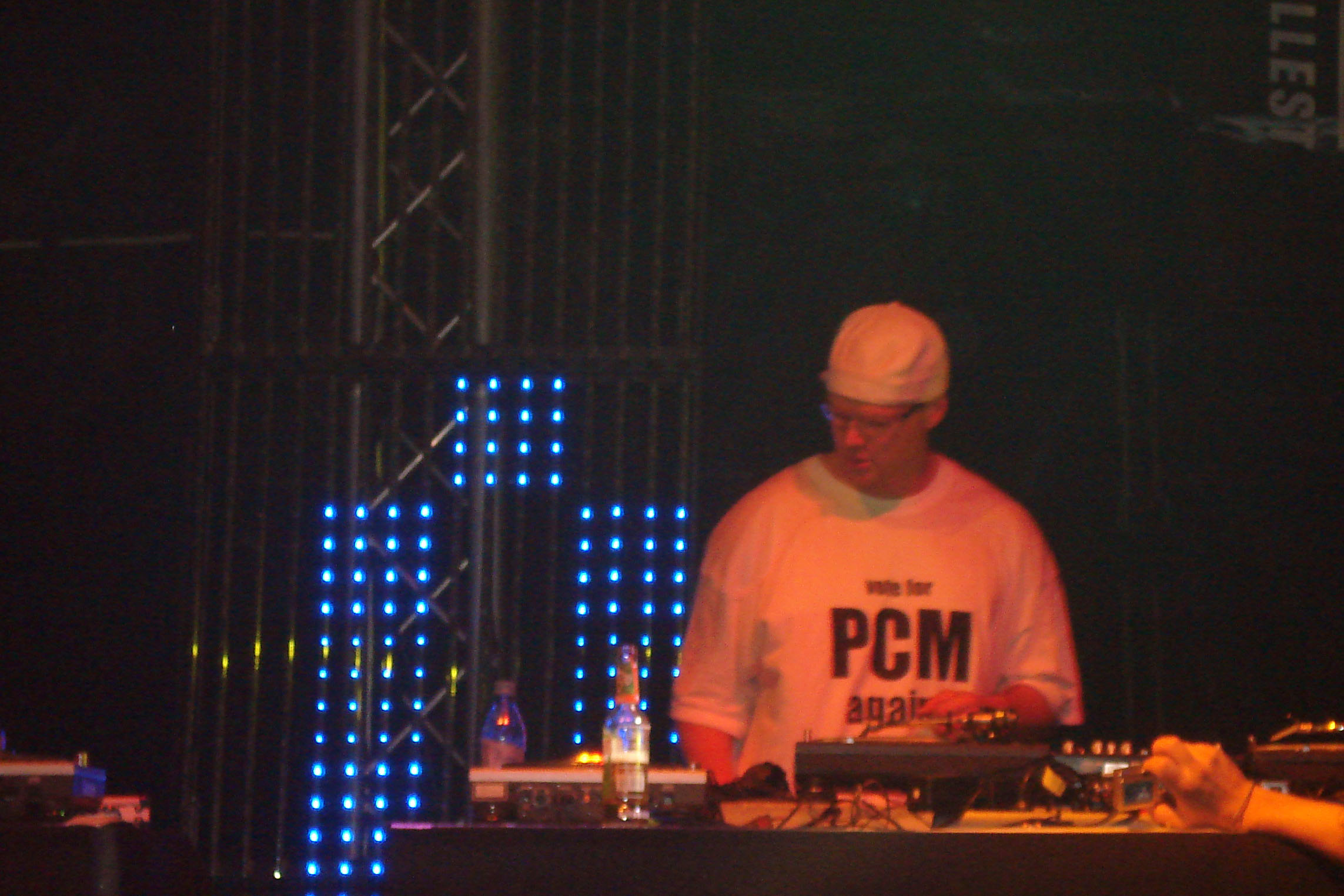
Jaleel

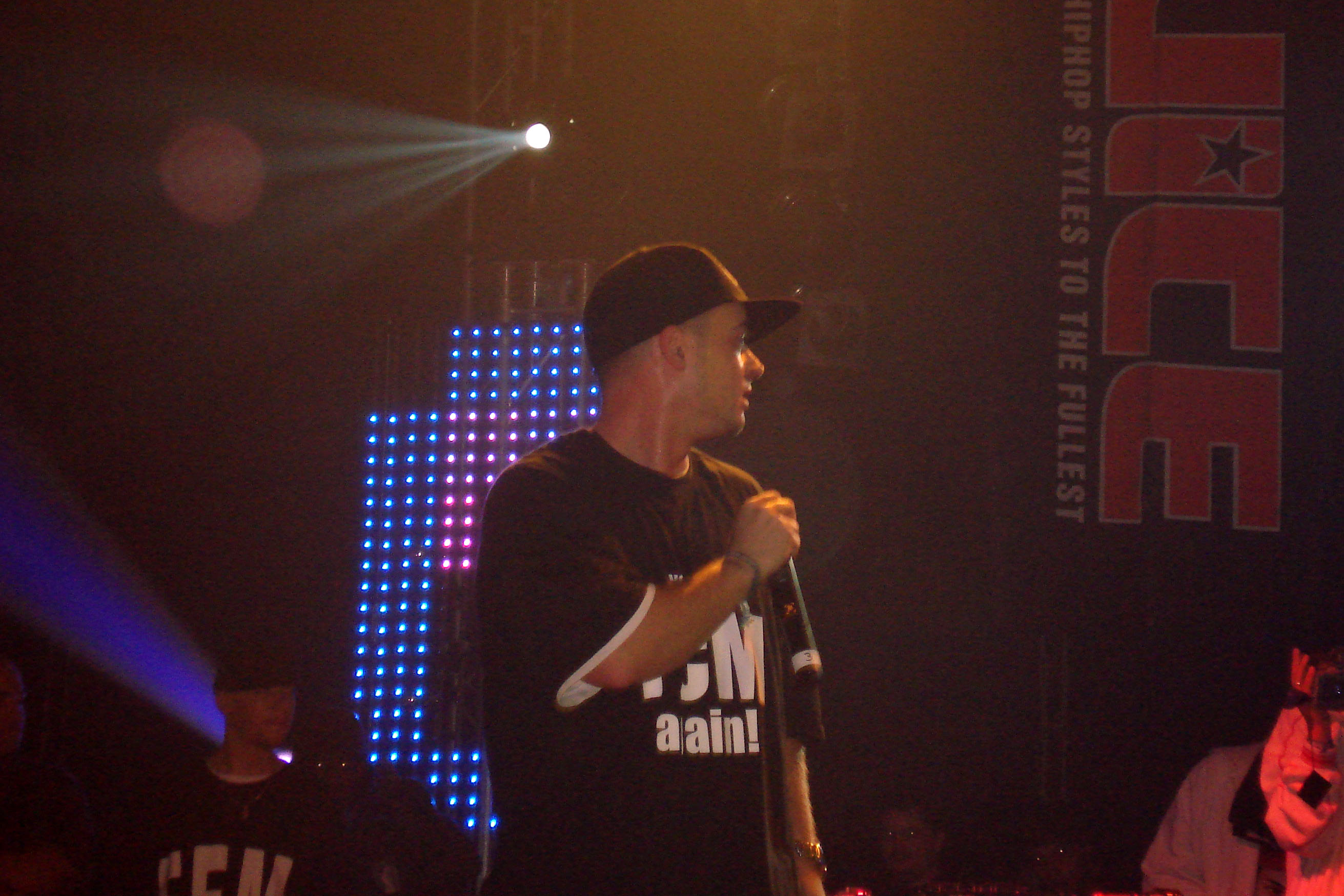
Tefla

Tefla & Jaleel ist ein deutsches Hip-Hop-Duo aus Chemnitz, welches 1997 von Sören Metzger (Tefla) und Tino Kunstmann (Jaleel) gegründet wurde.

## Geschichte
Ihr Debütalbum Interview (2001) stieg in den deutschen Media-Control-Charts auf Rang 40 ein. Diese Platzierung stellte in diesem Jahr den erfolgreichsten Charteinstieg einer Rapcrew dar. Ein Jahr später folgte die LP Direkt neben dir, welche in den Charts die 73. Position erreichte. Das als letztes gemeinsames angekündigte Album des Chemnitzer Duos erschien im Jahr 2005 unter dem Namen Nichts ist umsonst. Danach waren Jaleel als DJ Jaleel und Tefla vor allem als Teil des Phlatline Club Movement aktiv.
2010 erschien das Mixtape Weißt du noch?. Auf diesem erschienen keine neuen Songs, sondern lediglich bisher unveröffentlichtes Material sowie Remixversionen von früheren Liedern. Das Duo dementierte jedoch vermehrt auftretende Gerüchte, wonach Tefla & Jaleel ein Comeback geben würde. Im Rahmen der Veröffentlichung dieses Tonträgers folgte ein Auftritt beim splash!-Festival.
Tino Kunstmann (aka Jaleel) ist Gründer und Geschäftsführer des Onlineshops Merchstore. Sören Metzger (aka Tefla) ist als Immobilienmakler tätig.

## Diskografie

### Alben
Studioalben
- 2001: Interview
- 2002: Direkt neben dir
- 2005: Nichts ist umsonst

Kompilationen
- 2010: Weißt du noch? (mit DJ Ron & DJ Shusta)

Mixtapes
- 2004: Next Generation (mit DJ Ron & Stat Quo)[4]

### Singles
- 1999: Streckenabschnitt (feat. Curse)
- 2000: Ein Tag am See (feat. Curse)
- 2000: Wenn Zonies Reisen
- 2000: Swingerclub
- 2001: Beats & Raps
- 2001: Postwendend
- 2002: Bounce mit uns (Begleitgesang: DJ Ron)

### Sonstige
- 2004: Chemnitz 99ers (offizielle BV Chemnitz 99 Hymne)
- 2005: Nichts ist umsonst (Juice Exclusive! auf Juice-CD #57)